# Паметник на Антон Иванов
Паметникът на Антон Иванов е паметник на родения в град Копривщица деятел на Българската комунистическа партия и член на ЦК на БКП, Антон Иванов Козинаров.
Фигурата на Антон Иванов е излята от бронз, а фундамента на паметника е направен от полиран гранит. Композицията е дело на скулптора Александър Апостолов и архитект Петко Татаров през 1984 г. и се намира на централния административен площад „Петко Каравелов“, пред сградата на гимназията наречена на името на Любен Каравелов. В тази сграда се помещават кмета на град Копривщица и Общинската администрация.